# Canton de Saulx
Pour les articles homonymes, voir Saulx.
Le canton de Saulx est un ancien canton français situé dans le département de la Haute-Saône et la région Franche-Comté.

## Géographie
Ce canton est organisé autour de Saulx dans l'arrondissement de Lure. Son altitude varie de 225 m (La Villedieu-en-Fontenette) à 453 m (Genevrey) pour une altitude moyenne de 286 m.

## Administration

### Conseillers d'arrondissement (de 1833 à 1940)
| Période                                  | Période | Identité                   | Étiquette          | Qualité |
| ---------------------------------------- | ------- | -------------------------- | ------------------ | --- |
| 1833                                     | 1836    | Benoit Damotte (1782-1871) |                    | Propriétaire rentier à Mailleroncourt-Charette                                                              |
| 1836                                     | 1848    | M. Mahaut                  |                    | Propriétaire à Bithaine                                                                                     |
|                                          |         |                            |                    | |
| 1919                                     |         | Henri Guyard               | Union républicaine | Négociant à Saulx                                                                                           |
| 1937                                     | 1940    | Ernest Folley (1873-1962)  | URD                | Commerçant en porcelets, maire de Mailleroncourt-Charette                                                   |
| 1940                                     |         |                            |                    | Les conseils d'arrondissement ont été suspendus par la loi du 12 octobre 1940 et n'ont jamais été réactivés |
| Les données manquantes sont à compléter. |         |                            |                    | |

### Conseillers généraux de 1833 à 2015
| Période | Période      | Identité                                                                                                   | Étiquette     | Qualité |
| ------- | ------------ | --- | ------------- | --- |
| 1833    | 1844 (décès) | Louis Gabriel Froidot (1773-1844)                                                                          |               | Notaire impérial Juge de paix à Saulx |
| 1844    | 1845         | François Albin Savarin                                                                                     |               | Négociant, conseiller municipal, suppléant de la justice de paix à Luxeuil                                                                                                   |
| 1845    | 1855         | Comte Charles-Emmanuel-Marie-Clément-Edouard de Saint-Mauris Marquis de Saint-Mauris-Chatenois (1808-1893) | Droite        | Ancien officier de cavalerie Propriétaire - Maire de Colombier |
| 1855    | 1867         | Baron Hippolyte Bouvier (1802-1878)                                                                        |               | Propriétaire - Adjoint au Maire de Vesoul |
| 1867    | 1868         | Comte Charles-Emmanuel-Marie-Clément-Edouard de Saint-Mauris Marquis de Saint-Mauris-Chatenois             | Droite        | Ancien officier de cavalerie Propriétaire - Maire de Colombier |
| 1868    | 1883 (décès) | Jean Simon Eugène Michel                                                                                   |               | Professeur à la Faculté de Médecine de Nancy Maire de Saulx |
| 1883    | 1883 (décès) | Charles Albert Philibert Noirot                                                                            |               | Notaire à Saulx |
| 1884    | 1892         | Comte Charles-Emmanuel-Marie-Clément-Edouard de Saint-Mauris Marquis de Saint-Mauris-Chatenois             | Droite        | Ancien officier de cavalerie Propriétaire - Maire de Colombier |
| 1892    | 1910         | Jules Viard                                                                                                | Rad.          | Négociant - Maire de Saulx |
| 1910    | 1919         | Charles Edmond Mathis                                                                                      | Rad.          | Cultivateur, maire d'Ehuns (1878-1953) Député (1910-1919) |
| 1919    | 1940         | Emile Couval                                                                                               | URD           | Industriel Maire de Villers-lès-Luxeuil |
|         |              | |               | |
| 1945    | 1958         | Louis Poirot (1885-1962)                                                                                   | DVD           | Négociant à Saulx |
| 1958    | 1982         | Jules Billing (1915-2003)                                                                                  | Rad. puis MRG | Médecin - Maire de Saulx |
| 1982    | 1988         | Robert Diziain                                                                                             | RPR           | Chauffagiste, maire de Genevrey |
| 1988    | 2015         | Michel Weyermann,                                                                                          | PS            | Professeur de mathématiques retraité Maire de Villers-lès-Luxeuil (2005-2019) Premier Vice-Président du Conseil Général Elu en 2015 dans le Canton de Saint-Loup-sur-Semouse |

## Composition
| Fresne Scey Dampierre Champlitte Champagney Faucogney Lux St-Sauveur Mélisey Rioz Marnay Gy Autrey Gray Montbozon Saulx Port-s-Saône Combeauf. Vitrey Jussey Vauvillers St-Loup Amance Lure-Nord Lure-Sud Villersexel V.E. V.O. Noroy H.O. H.E. Pesmes |

Le canton de Saulx groupe 17 communes et compte 3 477 habitants (recensement de 1999 sans doubles comptes).
| Nom                           | Code Insee | Intercommunalité    | Population (dernière pop. légale) |
| ----------------------------- | ---------- | ------------------- | --------------------------------- |
| Saulx (chef-lieu)             | 70478      | CC du Triangle Vert | 911 (2014)                        |
| Abelcourt                     | 70001      | CC du Triangle Vert | 354 (2014)                        |
| Adelans-et-le-Val-de-Bithaine | 70004      | CC du Triangle Vert | 300 (2014)                        |
| Betoncourt-lès-Brotte         | 70067      | CC du Triangle Vert | 117 (2014)                        |
| Châteney                      | 70140      | CC du Triangle Vert | 49 (2014)                         |
| Châtenois                     | 70141      | CC du Triangle Vert | 123 (2014)                        |
| La Creuse                     | 70186      | CC du Triangle Vert | 79 (2014)                         |
| Creveney                      | 70188      | CC du Triangle Vert | 59 (2014)                         |
| Genevrey                      | 70263      | CC du Triangle Vert | 246 (2014)                        |
| Mailleroncourt-Charette       | 70322      | CC du Triangle Vert | 277 (2014)                        |
| Meurcourt                     | 70344      | CC du Triangle Vert | 316 (2014)                        |
| Neurey-en-Vaux                | 70380      | CC Terres de Saône  | 166 (2014)                        |
| Servigney                     | 70490      | CC du Triangle Vert | 120 (2014)                        |
| Velleminfroy                  | 70537      | CC du Triangle Vert | 304 (2014)                        |
| Velorcey                      | 70541      | CC du Triangle Vert | 227 (2014)                        |
| La Villedieu-en-Fontenette    | 70555      | CC du Triangle Vert | 180 (2014)                        |
| Villers-lès-Luxeuil           | 70564      | CC du Triangle Vert | 322 (2014)                        |

## Démographie
| 1962 | 1968 | 1975 | 1982 | 1990  | 1999  | 2006  | 2011  | 2012  |
| ---- | ---- | ---- | ---- | ----- | ----- | ----- | ----- | ----- |
| -    | -    | -    | -    | 3 044 | 3 246 | 3 602 | 3 805 | 3 836 |